# Калегари, Лукас
Лу́кас Фели́пе Калега́ри (порт.-браз. Lucas Felipe Calegari; родился 27 февраля 2002, Куяба) — бразильский футболист, правый защитник клуба «Флуминенсе», выступающий на правах аренды за «Фамаликан».

## Клубная карьера
В возрасте семи лет начал выступать в составе футбольной академии клуба карьеру «Уйрапуру». В возрасти двенадцати лет стал игроком футбольной академии «Флуминенсе», а в декабре 2019 года подписал с клубом свой первый профессиональный контракт. 22 августа 2020 года дебютировал в основном составе «Флуминенсе» в матче бразильской Серии A против клуба «Атлетико Паранаэнсе».
27 февраля 2023 года был взят в аренду клубом MLS «Лос-Анджелес Гэлакси» на сезон 2023 с опцией выкупа. В высшей лиге США дебютировал 25 марта в матче против «Портленд Тимберс». 2 сентября в матче против «Хьюстон Динамо» получил разрыв передней крестообразной связки левого колена, из-за чего был вынужден досрочно завершить сезон. По окончании сезона 2023 не был выкуплен «Лос-Анджелес Гэлакси».

## Карьера в сборной
26 июля 2019 года дебютировал в составе сборной Бразилии до 17 лет в матче против сборной Парагвая.